# André Abegglen
André "Trello" Abegglen (Neuchatel, 7 maart 1909 - Zürich, 8 november 1944) is een voormalig Zwitsers voetballer. Hij was de broer van Max Abegglen en Jean Abegglen.

## Carrière
Abegglen speelde gedurende zijn carrière voor de Zwitserse ploegen Neuchâtel Xamax, Cantonal Neucâtel, Grasshopper, Servette, FC La Chaux-de-Fonds en de Franse ploeg FC Sochaux. Hij kwam aan 52 wedstrijden waarin hij 29 keer scoorde voor Zwitserland. Met Zwitserland nam hij deel aan het WK 1934 in Italië en aan het WK 1938 in Frankrijk.

## Erelijst
- Servette FC Genève
  - Zwitsers Landskampioen: 1940
- Grasshopper
  - Zwitsers Landskampioen: 1927, 1931
  - Zwitserse voetbalbeker: 1927, 1932, 1934
- FC Sochaux
  - Ligue 1: 1935
  - Ligue 1 topscorer: 1935
  - Coupe de France: 1937